# Le Droit social

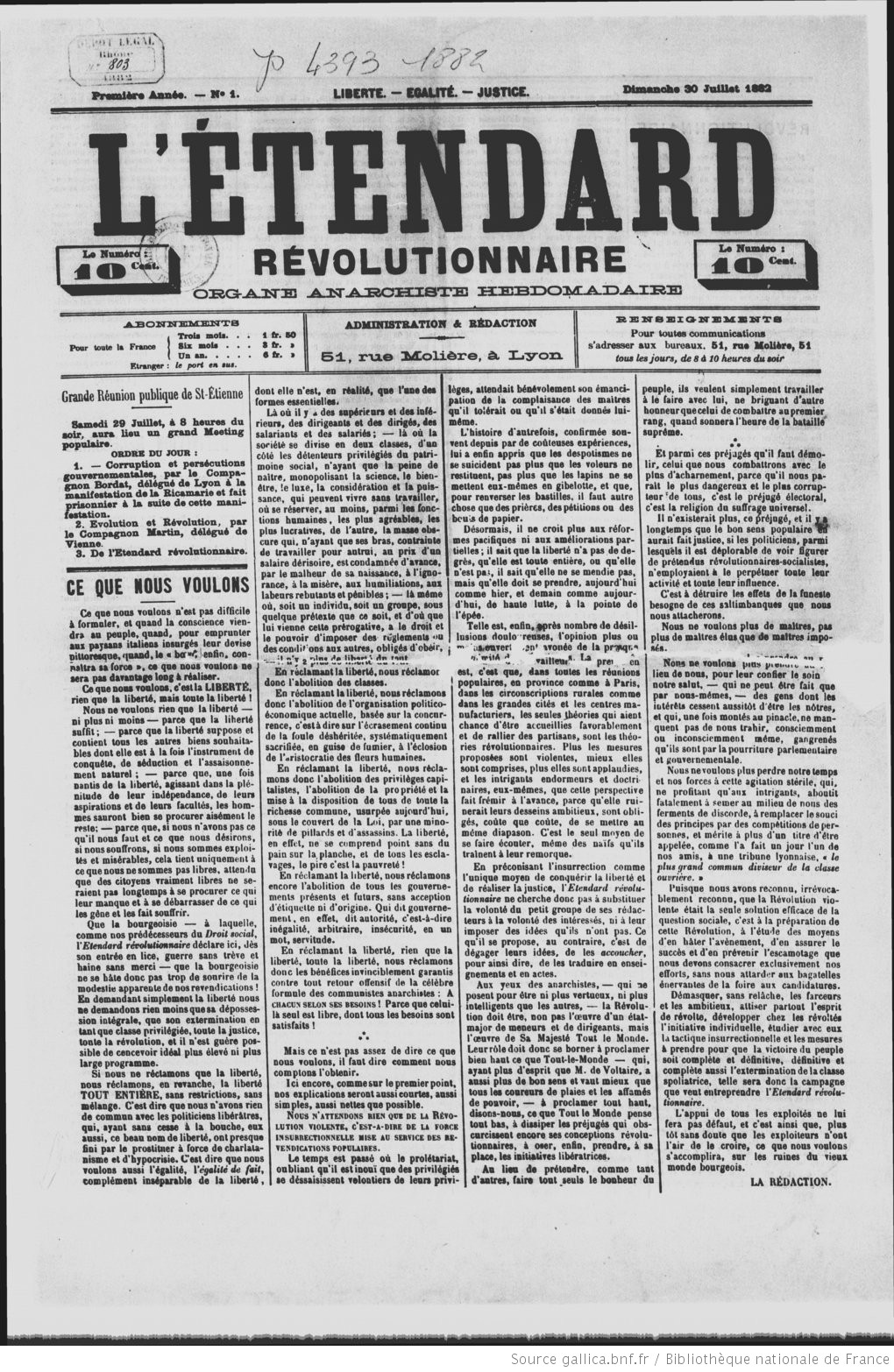
L’Étendard Révolutionnaire, organe anarchiste hebdomadaire, n°1, 30 juillet 1882.

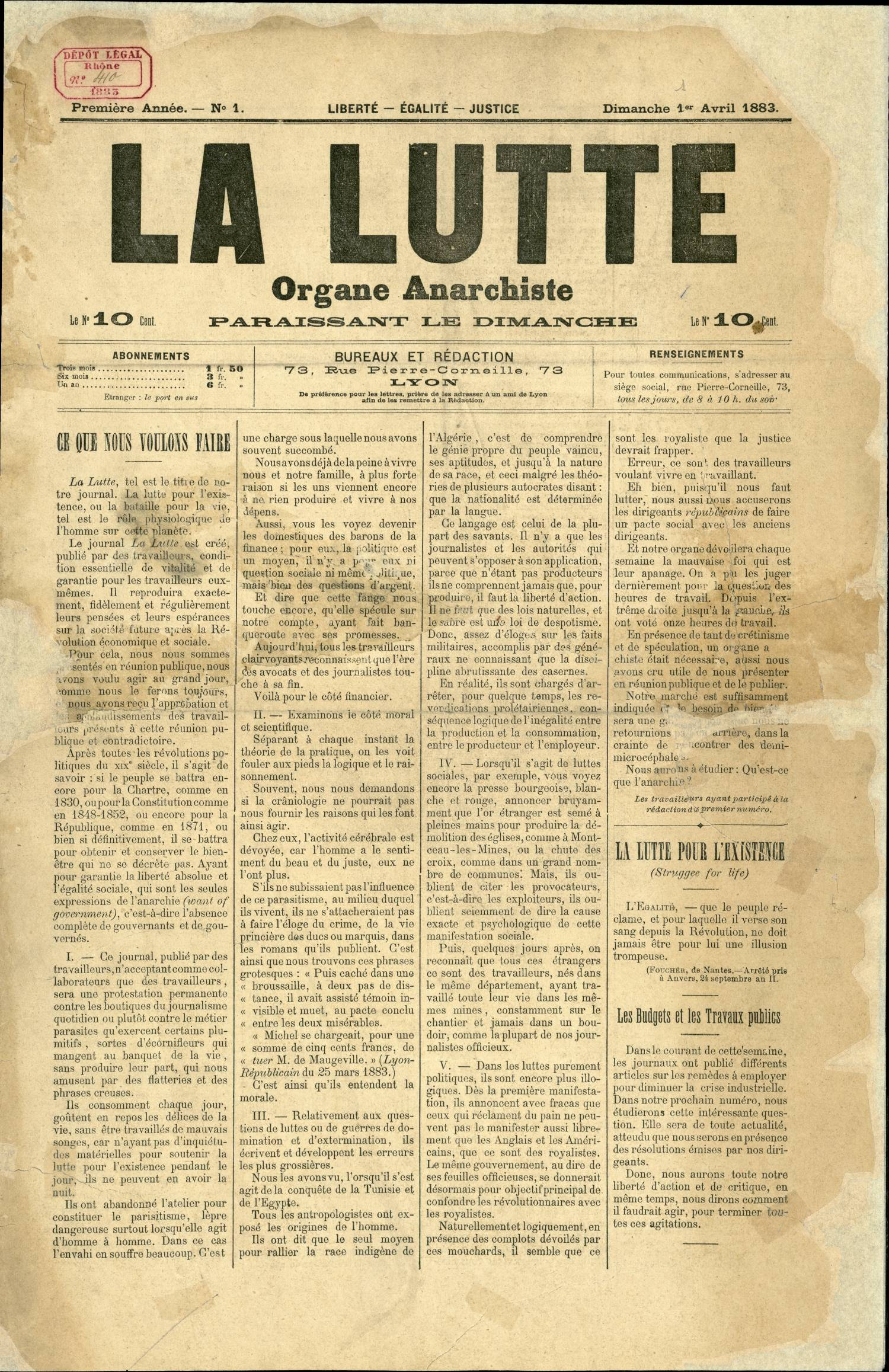
La Lutte, organe anarchiste, n°1, 1er avril 1883.

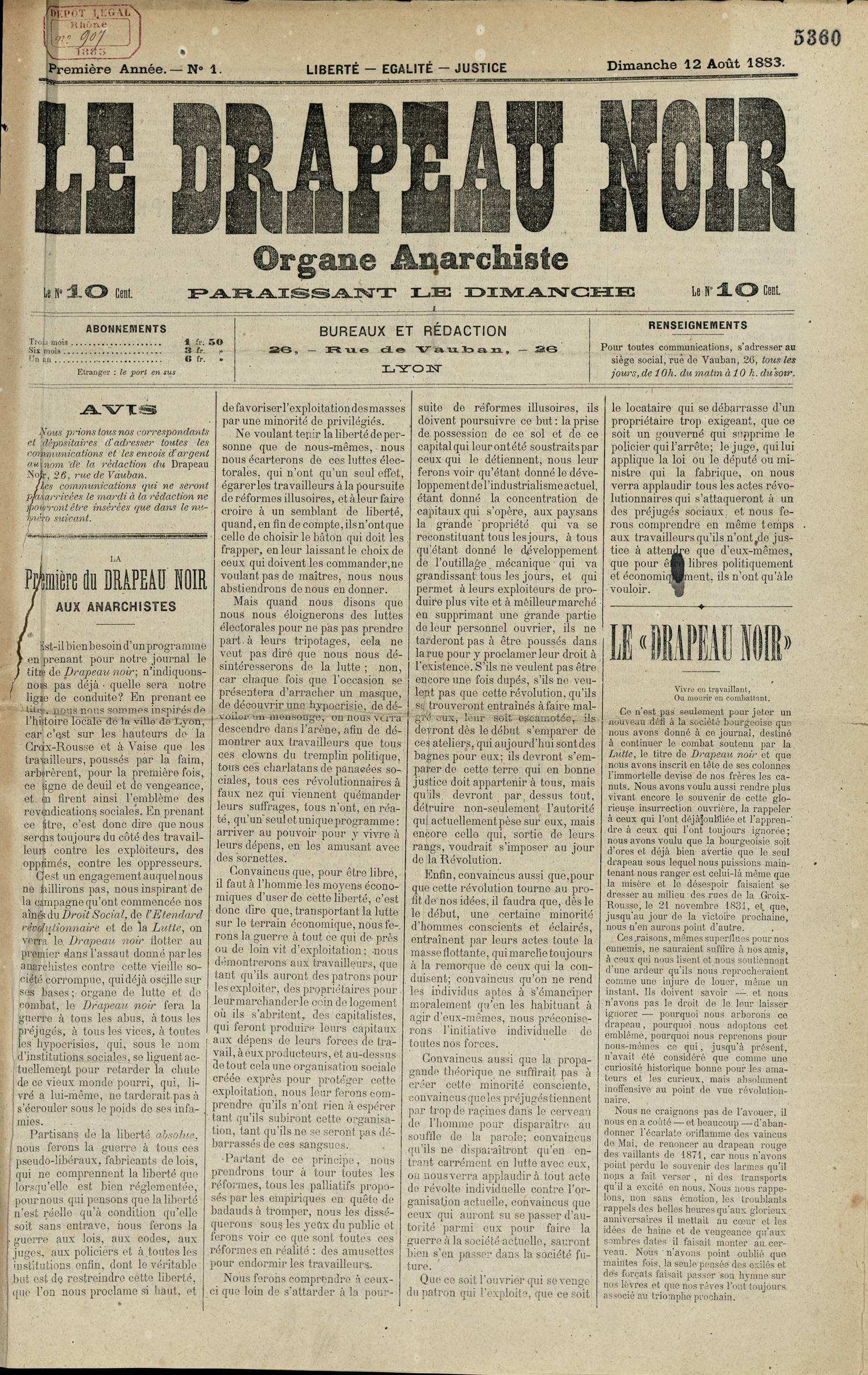
Le Drapeau Noir, organe anarchiste, n°1, 12 août 1883.

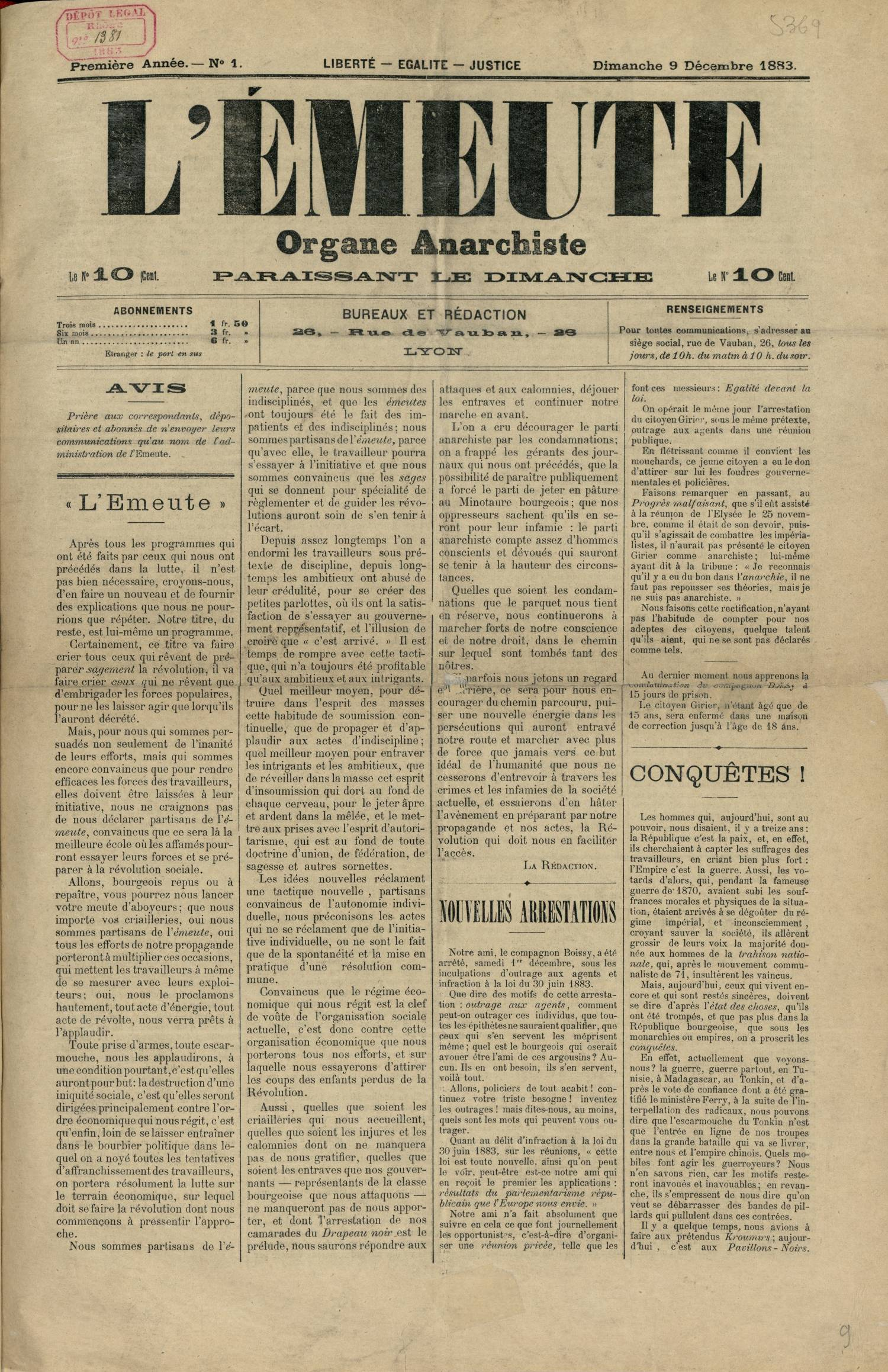
L’Émeute, organe anarchiste, n°1, 9 décembre 1883.

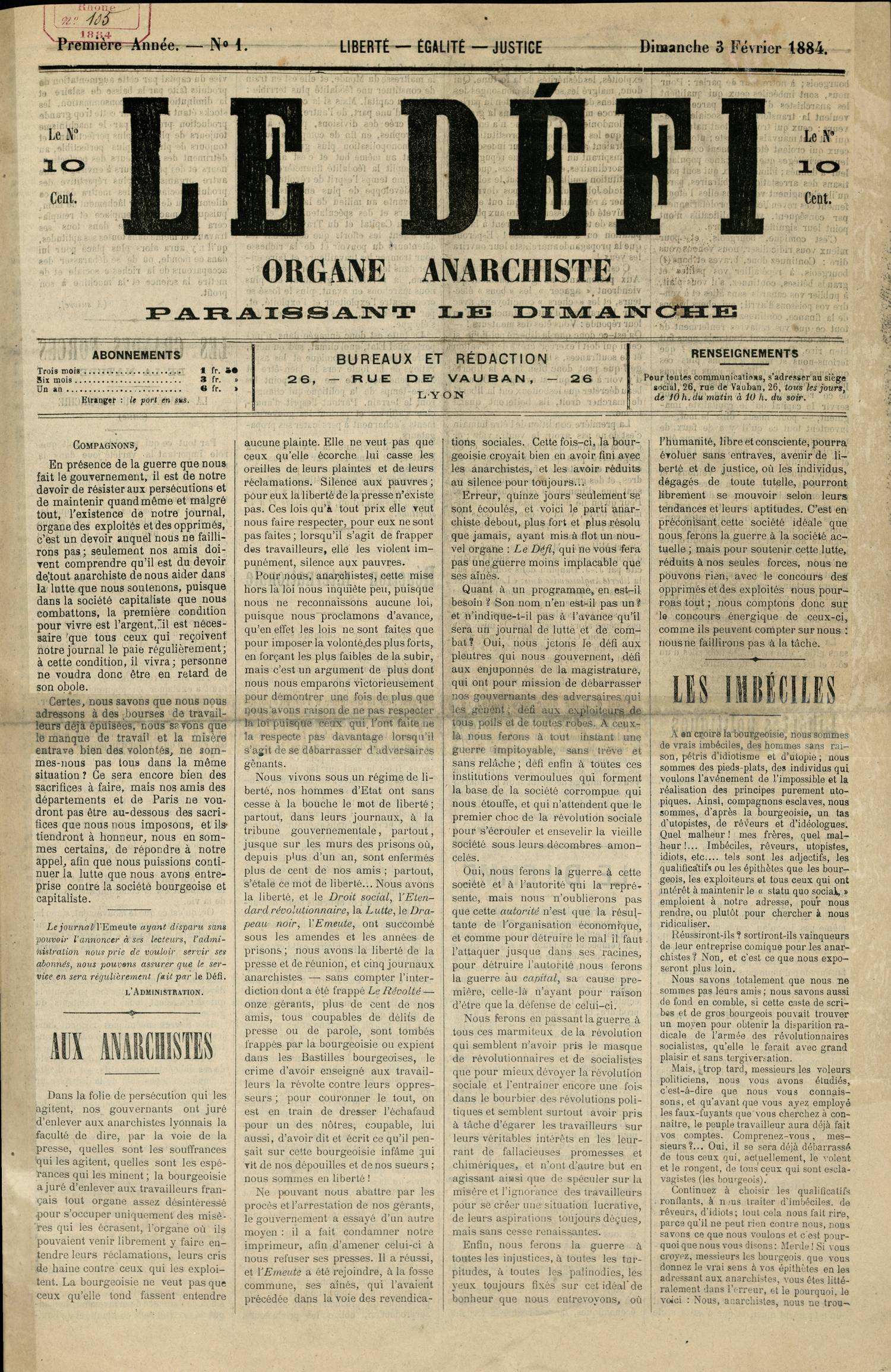
Le Défi, organe anarchiste, n°1, 3 février 1884.

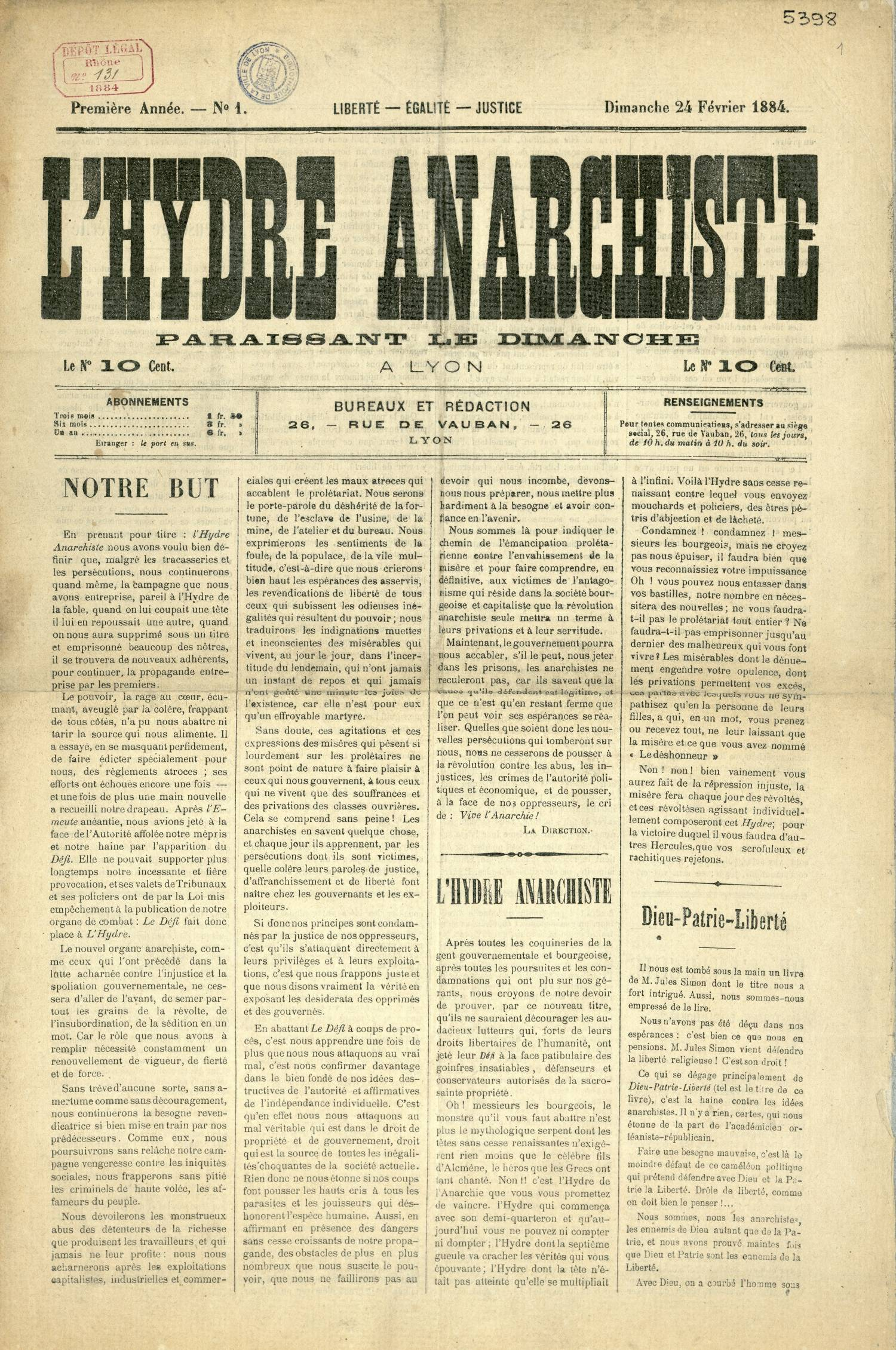
L’Hydre Anarchiste, n°1, 24 février 1884.

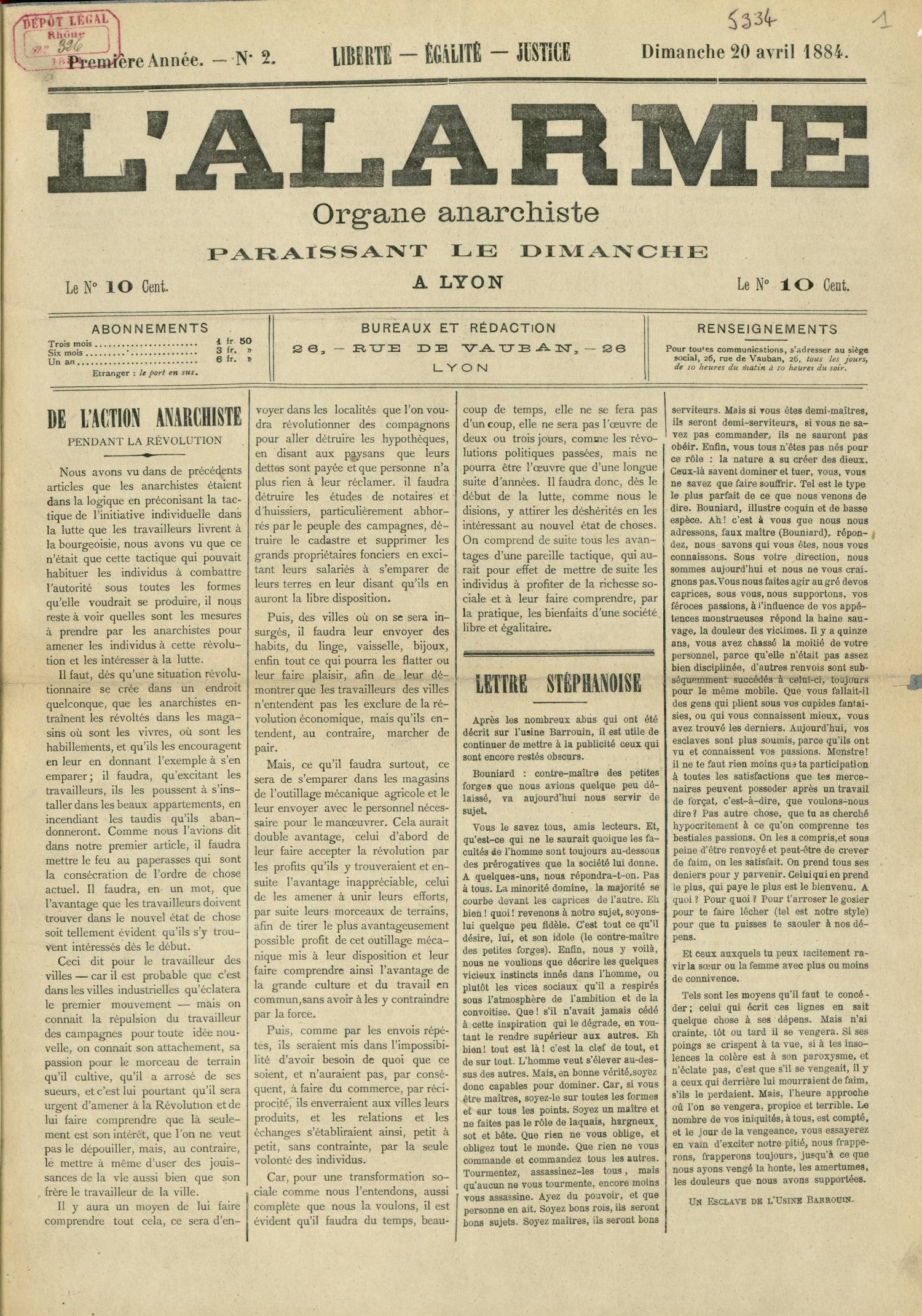
L’Alarme, organe anarchiste, n°1, 20 avril 1884.

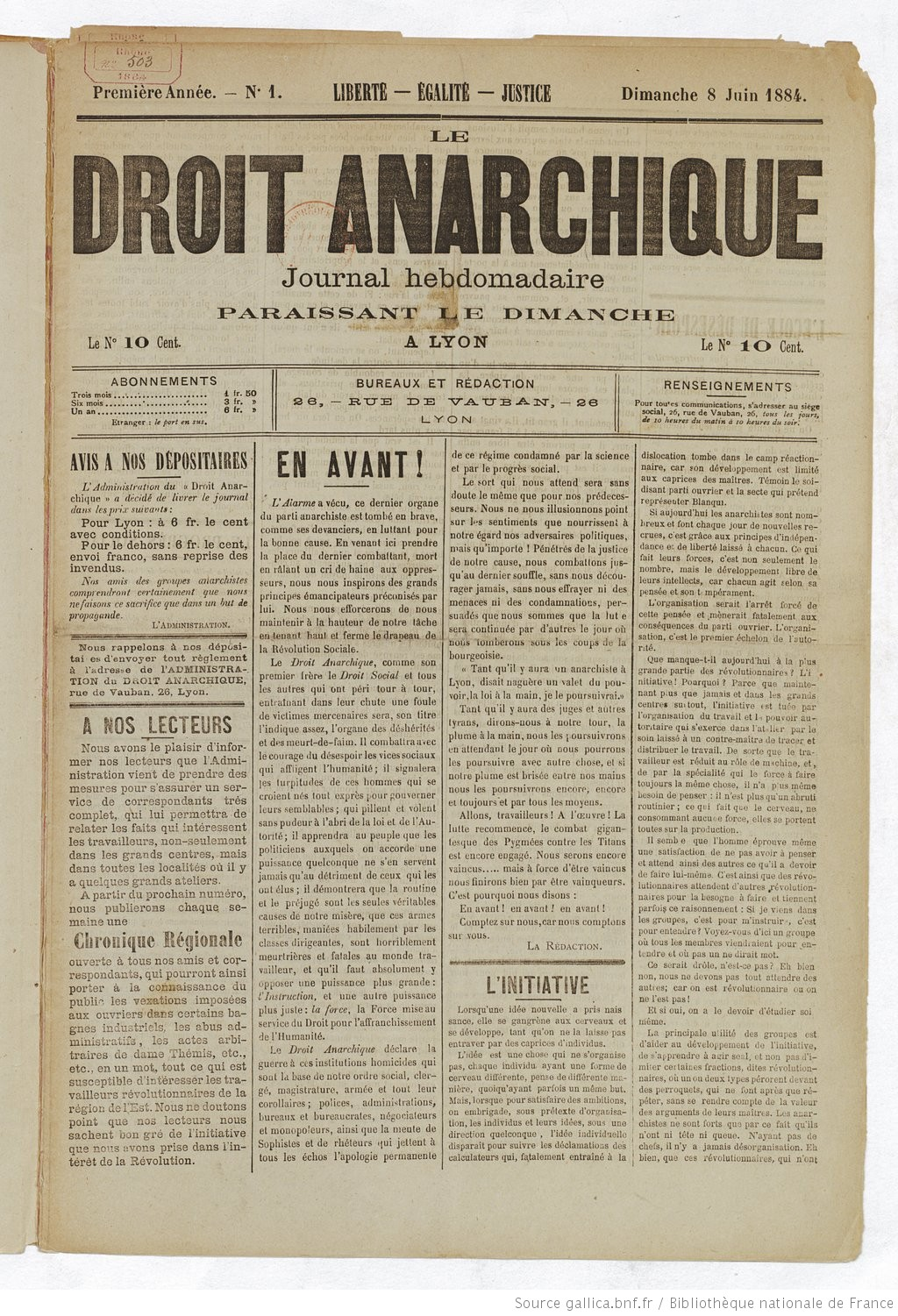
Le Droit Anarchique, n°1, 8 juin 1884.

Le Droit social, « organe socialiste révolutionnaire », est un journal anarchiste lyonnais créé en 1882 qui parut pendant cinq mois et compta 24 numéros sous ce titre. Soumis à une forte surveillance policière, il changea ensuite à dix reprises de nom et de gérant à la suite de nombreuses condamnations et amendes, tout en conservant les mêmes abonnés. Il parut successivement sous les titres suivants : L'Étendard révolutionnaire, La Lutte, Le Drapeau Noir, L'Émeute, Le Défi, L'Hydre Anarchiste, L’Émeute, L'Alarme, Le Droit Anarchique . Sa parution prit fin le 8 juin 1884, date du dernier numéro du titre Le Droit anarchique,. Toutes ces publications anarchistes lyonnaises portent l'épigraphe : Liberté - Égalité - Justice, paraissent le dimanche de manière hebdomadaire et se transmettent les listes des abonnements.
Cette succession rapide de publications/disparitions se déroule dans le contexte qui entoure le Procès des 66 qui se tient à Lyon en janvier 1883.

## Éléments historiques
Après le vote de la Loi du 29 juillet 1881 sur la liberté de la presse, Lyon est la première ville où s’organise une véritable presse anarchiste.